# Turismo no Cazaquistão

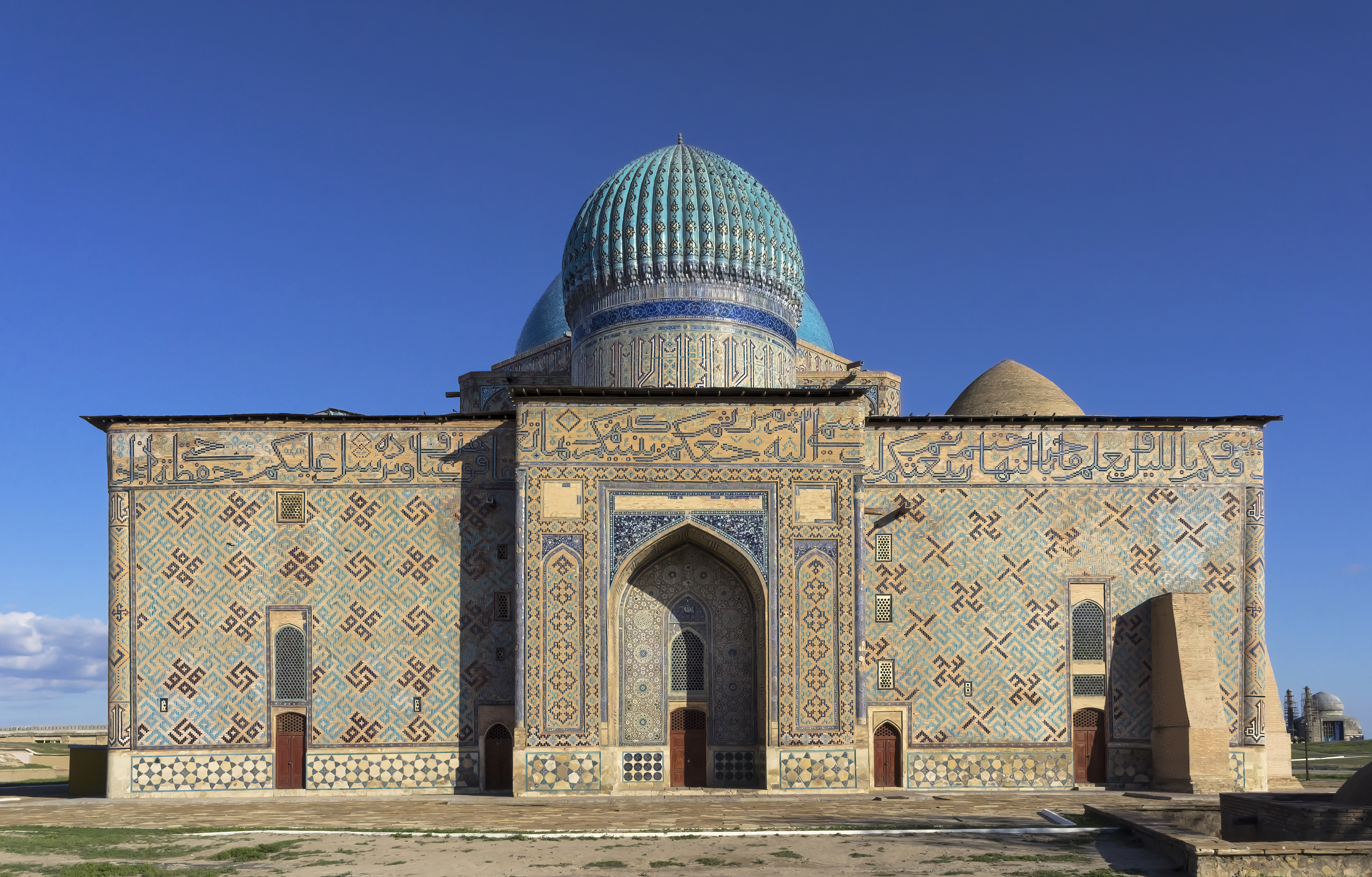
Vista do Mausoléu de Khoja Ahmed Yasawi, um Patrimônio Mundial da UNESCO.

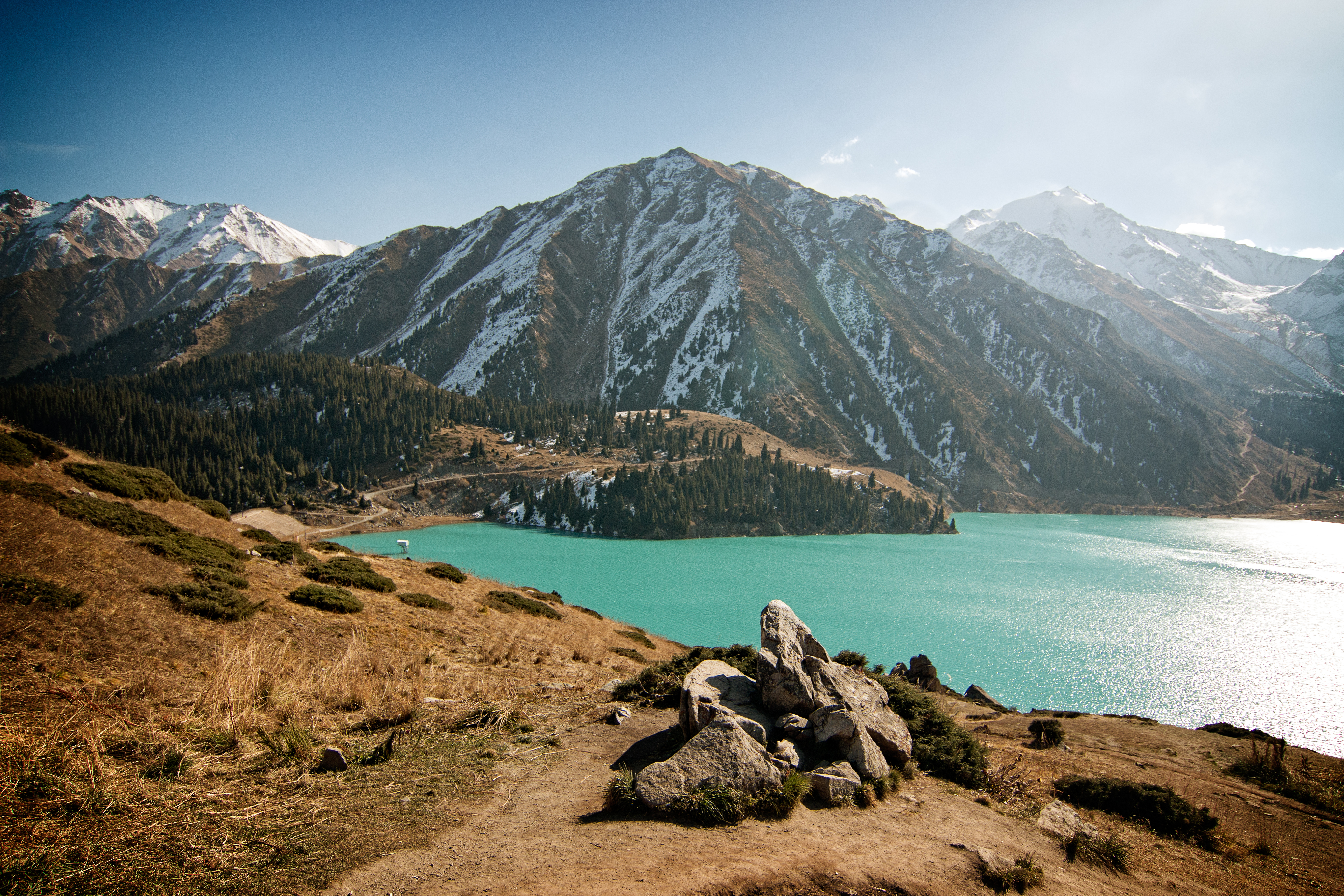
Grande Lago de Almati

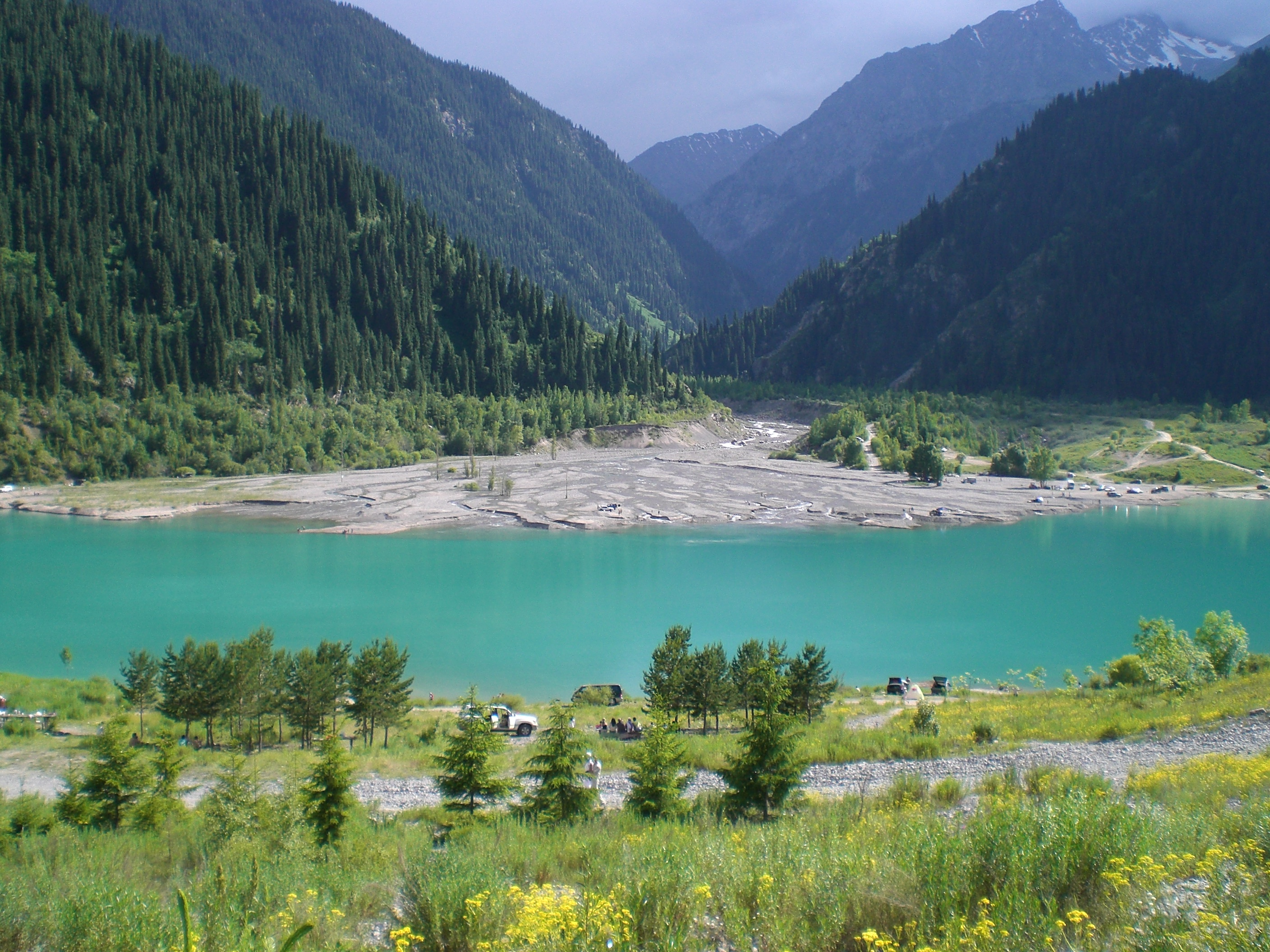
Lago Issyk

O Cazaquistão é o nono maior país do mundo em área e o maior país sem litoral. Hoje, o turismo não é um componente importante da economia. Em 2014, o turismo representou apenas 0,3% do PIB do Cazaquistão, mas o governo tem planos de aumentá-lo para abranger 3% do PIB até 2020. O país herdou a cultura da antiga Rota da Seda, estilo de vida nômade e da União Soviética que teve grande influência em sua formação. Essa mistura torna o Cazaquistão um país bem diferente de qualquer outro país da região e do mundo.
De acordo com o Relatório de Competitividade em Viagens e Turismo de 2017 do Fórum Econômico Mundial (FEM), o PIB da indústria de viagens e turismo no Cazaquistão é de US$ 3,08 bilhões ou 1,6% do PIB total. O FEM classifica o Cazaquistão em 81º em seu relatório de 2017, quatro posições a mais em comparação com o período anterior. O Cazaquistão recebeu 6,5 milhões de turistas em 2016.

## Indústria
Em 2012, o Cazaquistão ficou em 51º lugar no mundo em termos de número de chegadas de turistas. Em 2000, 1,47 milhão de turistas internacionais visitaram o Cazaquistão, e esse número aumentou para 4,81 milhões em 2012. O The Guardian descreve o turismo no Cazaquistão como "extremamente subdesenvolvido", apesar das atrações das dramáticas paisagens de montanhas, lagos e desertos do país. Os fatores que impedem um aumento nas visitas turísticas incluem "infraestrutura precária", "serviço precário" e as dificuldades logísticas de viajar em um país geograficamente enorme e não desenvolvido. Mesmo para os habitantes locais, férias no exterior podem custar apenas metade do preço de férias no Cazaquistão. Turistas sofisticados, como o Príncipe Harry da Grã-Bretanha, visitam o país para esquiar.
De acordo com a firma de consultoria britânica Brand Finance, o Cazaquistão é uma das marcas nacionais de crescimento mais rápido em 2019. O país ficou em 44º lugar no relatório de 2019, 7 pontos a mais do que no ano anterior. De acordo com o relatório, uma boa marca nacional pode ajudar a impulsionar o turismo receptivo e promover a cooperação econômica com outros países.

## Iniciativa governamental
O Governo do Cazaquistão, há muito caracterizado como autoritário com um histórico de abusos dos direitos humanos e repressão da oposição política, lançou uma iniciativa denominada "Plano de Desenvolvimento da Indústria do Turismo 2020". Esta iniciativa visa estabelecer cinco grupos de turismo no Cazaquistão: cidade de Astana, cidade de Almati, leste do Cazaquistão, sul do Cazaquistão e oblasts do oeste do Cazaquistão. Também busca investimentos de US$ 4 bilhões e a criação de 300 mil novas vagas de emprego na indústria do turismo até 2020.
Em maio de 1999, a Associação de Turismo do Cazaquistão (KTA) foi fundada com a aprovação do Presidente do Cazaquistão, Nursultan Nazarbayev. A KTA é uma organização não-comercial e não governamental que inclui os seguintes membros: a Associação de Hotéis e Restaurantes do Cazaquistão, sistemas computadorizados de reserva Amadeus, operadoras de turismo, seguradoras, companhias aéreas, universidades e a mídia. O principal objetivo da associação é proteger os interesses de mais de 400 membros, fazendo lobismo junto ao governo e promovendo o turismo na economia nacional.
A comédia Borat de 2006, que retratou o Cazaquistão como um país comicamente retrógrado, racista e antissemita, resultou em um aumento no turismo. O governo proibiu o filme e divulgou anúncios para defender a honra da nação. Em contraste, após o lançamento da sequência, Borat Subsequent Moviefilm, em 2020, a agência nacional de turismo Kazakh Tourism adotou o bordão do filme como seu slogan – Cazaquistão. Muito agradável! – e produziu vários vídeos com ele.

## Política de vistos

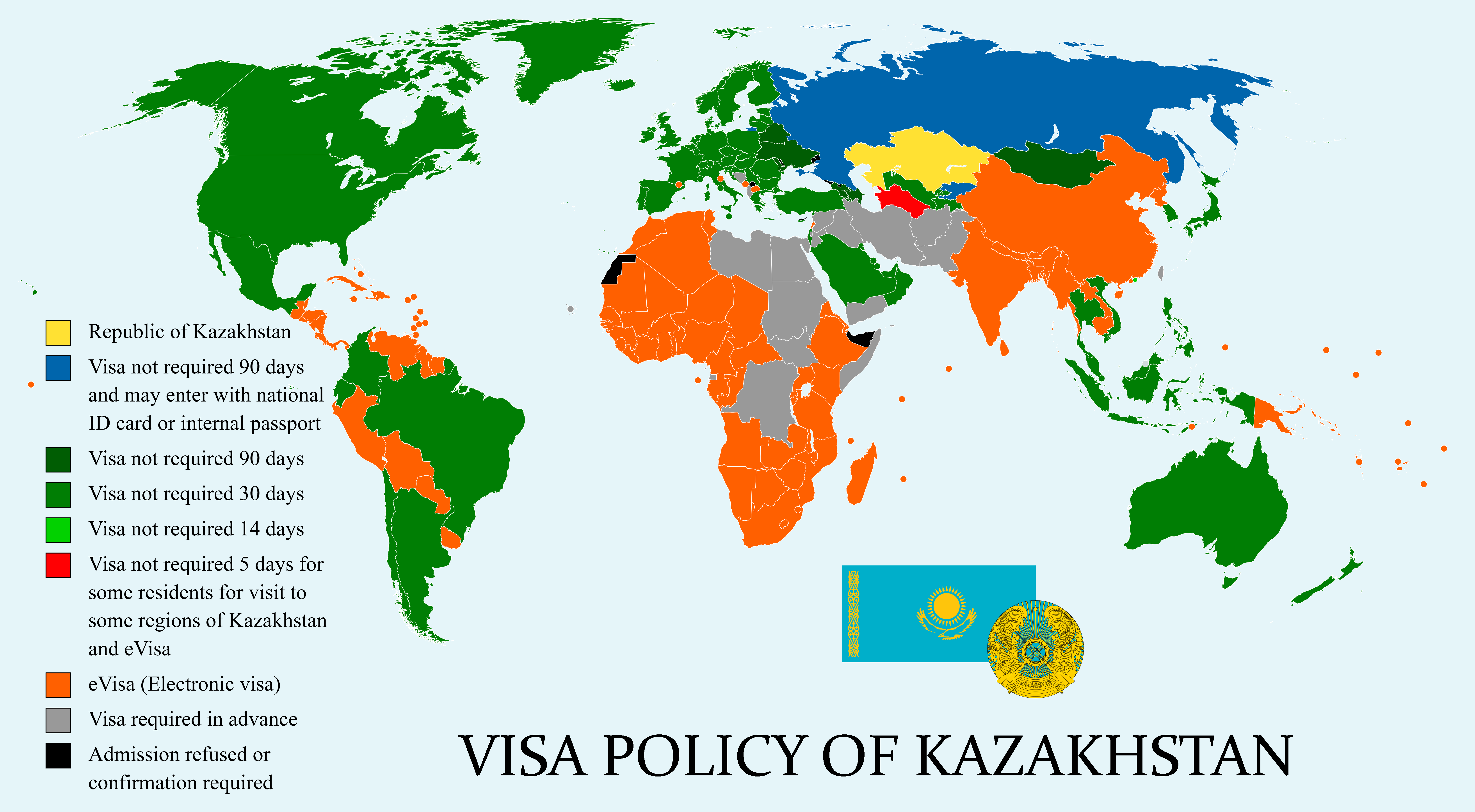
Política de vistos do Cazaquistão
Cazaquistão
Isento de visto (90 dias)
Isento de visto (30 dias)
Isento de visto (14 dias)
Visto exigido

O Cazaquistão oferece um regime de isenção de visto permanente por até 90 dias para cidadãos da Armênia, Bielorrússia, Geórgia, Moldávia, Quirguistão, Mongólia, Rússia e Ucrânia e por até 30 dias para cidadãos da Argentina, Azerbaijão, Sérvia, Coreia do Sul, Tajiquistão, Turquia e Uzbequistão.
O Cazaquistão estabeleceu um regime de isenção de visto para cidadãos de 45 países, incluindo os da União Europeia e os estados membros da OCDE, Estados Unidos, Emirados Árabes Unidos, Coreia do Sul, Austrália e Nova Zelândia.
Em setembro de 2020, o Cazaquistão começou a emitir vistos eletronicamente. O país também ampliou a lista de países cujos cidadãos podem obter vistos de negócios de entrada única, vistos de turista e vistos de tratamento médico online. A nova lista inclui 109 estados.

## Chegadas por país
A maioria dos visitantes que chegam ao Cazaquistão eram das seguintes nacionalidades:
| País           | 2016      | 2015      | 2014      | 2013      |
| -------------- | --------- | --------- | --------- | --------- |
| Uzbequistão    | 2 459 757 | 2 297 180 | 2 107 177 | 2 494 568 |
| Rússia         | 1 587 409 | 1 646 568 | 1 757 721 | 1 780 574 |
| Quirguistão    | 1 348 709 | 1 359 625 | 1 308 139 | 1 382 706 |
| Tajiquistão    | 207 009   | 158 507   | 137 443   | 186 214   |
| China          | 117 465   | 111 706   | 228 617   | 205 066   |
| Azerbaijão     | 94 846    | 89 296    | 83 174    | 112 617   |
| Alemanha       | 90 286    | 88 346    | 79 572    | 75 491    |
| Turquia        | 89 611    | 106 301   | 104 986   | 92 070    |
| Ucrânia        | 73 390    | 97 100    | 84 932    | 82 971    |
| Belarus        | 63 520    | 62 786    | 55 356    | 55 090    |
| Turcomenistão  | 63 156    | 69 230    | 66 938    | 47 711    |
| Estados Unidos | 26 402    | 29 124    | 25 824    | 22 508    |
| Armênia        | 26 097    | 37 461    | 39 934    | 54 244    |
| Coreia do Sul  | 22 276    | 22 046    | 20 445    | 16 620    |
| Reino Unido    | 20 166    | 24 201    | 23 036    | 22 389    |
| Total          | 6 509 390 | 6 430 158 | 6 332 734 | 6 841 085 |